# FN FAL自動步槍
FAL（直译：「“轻型自动步枪”」）是由比利時埃斯塔勒国营工厂（FN）設計的一款使用7.62×51毫米口径北约弹的戰鬥步槍。FAL是世界上著名步槍之一，曾是大量西方国家的制式裝備，有“自由世界的右臂”之称。

## 歷史
FAL自動步槍源於第二次世界大戰結束後英國新的步槍研製計劃。最初FAL全自動原型槍設計使用德國StG44突擊步槍的7.92×33毫米中間型威力槍彈，根據英國的要求改成7毫米口徑（7×43毫米）。時逢北約為簡化後勤供應進行彈藥通用化選型，由於美國施加影響堅持推行大威力的7.62×51毫米步槍子彈，1953年北約選擇該款作為標準步槍子彈。FAL最終亦確定採用7.62×51毫米NATO標準步槍子彈，參選美國軍方的新步槍選型試驗的FAL被命名為T48，後來美軍選擇了春田兵工廠的T44（定型命名為M14），T48落選。由于比利时感激第二次世界大战中北约各国解放比利时，因此FN兵工厂并不对制造FN FAL的北约国家收取任何权利金。因此FAL被大量北約國家和非華沙公約國家裝備作制式步槍。相對於當時的冷戰形勢，一度被稱為「自由世界的右手」。

## 設計

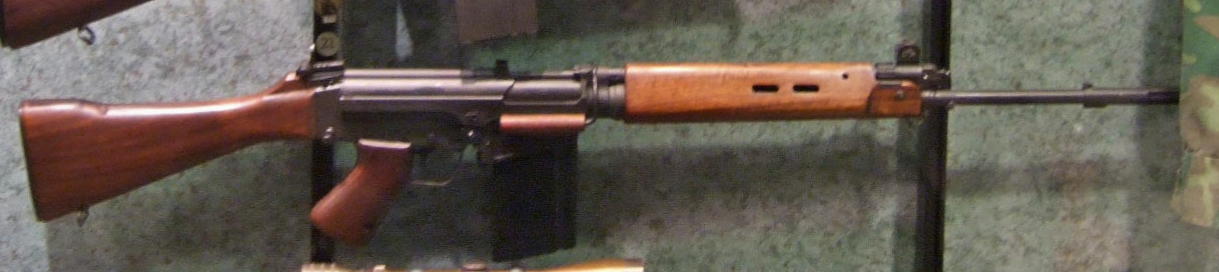
木制槍托的FAL

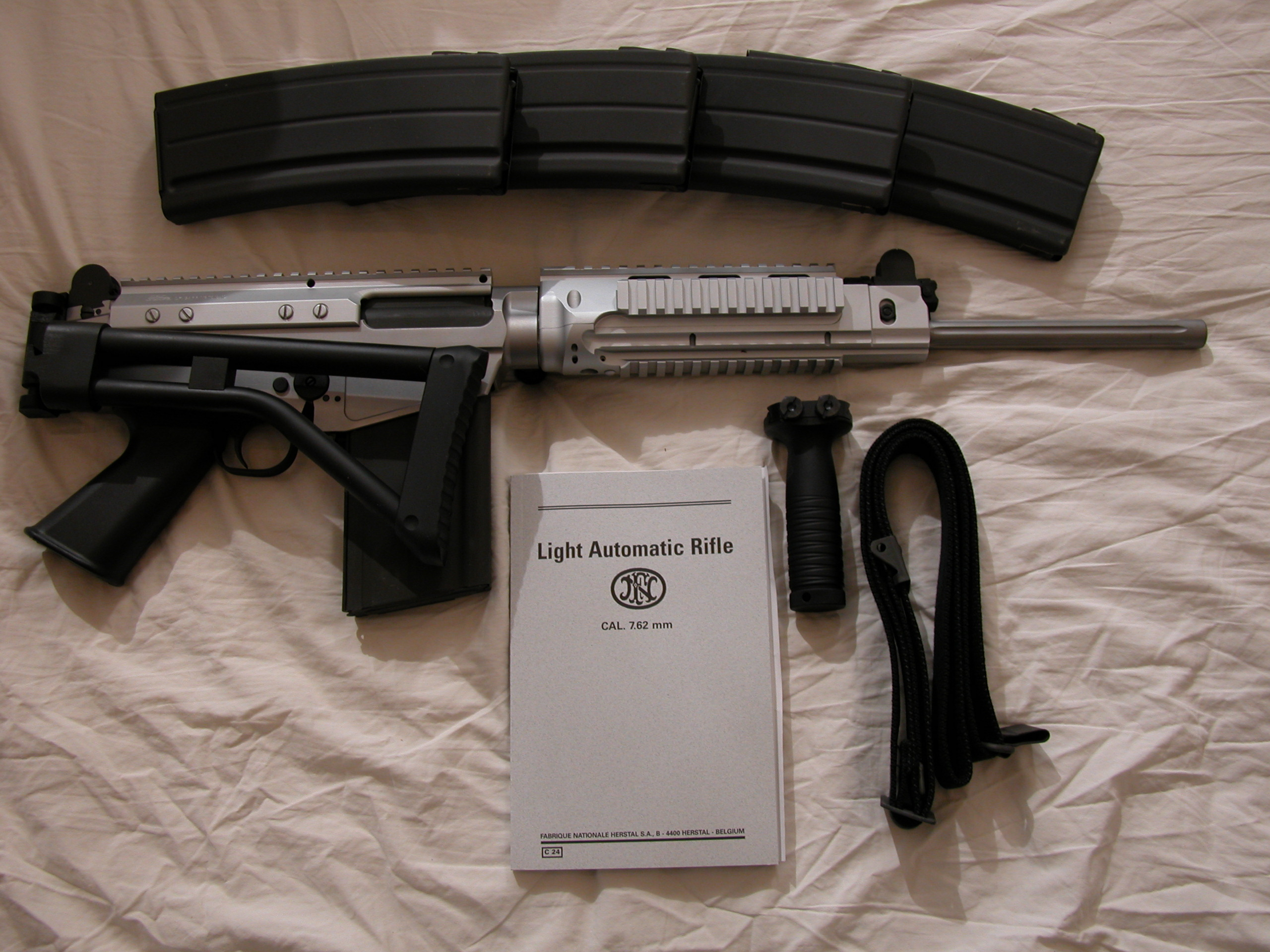
一把現代化的傘兵型FAL

FAL自動步槍採用氣動式工作原理，槍栓採用偏移式閉鎖。導氣裝置位於槍管上方，導氣箍前端有可調整的螺旋氣體調節器，可根據不同的環境狀況調整槍彈發射時進入導氣裝置的火藥氣體壓力，可選擇發射22毫米槍榴彈。帶無彈後定機構，不隨槍栓運動的拉機柄位於機匣左側，快慢機可選擇單發和連發射擊模式，機匣上方裝有可摺疊的提把，槍口裝有消焰器。FAL自動步槍工藝精良，可靠性高，易於分解。槍托與槍管接近處於同一直線，射手容易利用肩膀分擔後坐力，提供較佳的握持穩定性。
FAL自動步槍的單發射擊精確度高，但連發時的彈著點分佈範圍大，也變得不容易穩定握持，這個問題出在彈藥的選擇上。由於北約在1950年代推行彈藥標準化期間，具有領導地位的美國堅持採用射程遠、威力大的7.62×51毫米彈藥作爲北約標準步槍彈，比利時等北約成員國只好以這種彈藥為基礎開發步槍，所以FAL自動步槍與美國同期裝備的M14自動步槍都有同一個缺點，雖然單發時的準確度高，但是連發時的後座力太大，使用全自動射擊模式時難以握持控制，槍口跳動大，導致彈藥散佈範圍大，連射時的準確度太低，平白浪費彈藥，在實戰中缺乏實用性。因此FAL的英國版本L1A1索性取消了全自動連射模式，只能單發射擊，用作半自動步槍。
1953年FAL自動步槍開始投入生產。包括特許生產與仿製，該槍曾被90多個國家和地區的軍隊和執法機關採用，包括英國、加拿大和澳洲等英聯邦國家，以及比利時、聯邦德國（即西德）、奧地利、以色列、印度、墨西哥、巴西、阿根廷、南非等國都裝備了FAL自動步槍系列。FN公司直到1980年代仍在生產。FAL自動步槍成為裝備國家最廣泛的軍用步槍之一。FAL具體產量無法準確統計，估計達到400萬把。
隨著小口徑步槍的興起，從1980年代開始，許多國家裝備的FAL都被小口徑步槍所取代。
此外，在1960年代至1970年代FAL自動步槍是西方僱傭兵愛用的武器，因此被美國的僱傭兵雜誌譽為「二十世紀最偉大的僱傭兵武器之一」。

## 衍生型

### FAL 50.41 & 50.42
- 又稱 FN FALO
- 班用機槍版本，採用重型槍管、配30發彈匣、兩腳架、固定式槍托。全長1150毫米，重量6公斤
- 50.41採用塑料槍托，而50.42採用木製槍托

### FAL 50.61
- 標凖槍管(21英吋)，摺疊槍托

### FAL 50.62 & 50.63
- 短槍管傘兵型，摺疊槍托
- 50.62版本槍管長458毫米(18.03英吋)
- 50.63版本為配合比利時傘兵要求，槍管長436毫米(17.16英吋)，折疊式槍機拉柄

### FAL 50.64
- 標凖槍管(21英吋)，摺疊槍托，槍托摺疊長845毫米，重量3.9公斤

### DSA SA58 FAL 系列
美國公司 DSA (David Selvaggio Arms) 生產名為 DSA SA58 FAL 的一系列步槍，民用版本僅限於半自動模式
- DSA SA58 OSW：(Operational Specialist Weapon)傘兵型的突擊卡賓槍變體，部份型號在機匣頂部和護木上設有皮卡汀尼導軌，配有聚合物摺疊槍托、並有著11英寸13英寸槍管版本供選擇。
- DSA SA58 CTC:（Compact Tactical Carbine）傘兵型的突擊卡賓槍變體。配有聚合物摺疊槍托、16.25英寸槍管。
- DSA SA58 SPR:（Special Purpose Rifle）只有半自動模式的型號，已提交給美國陸軍 SASS 步槍試驗。配有19英寸槍管、10 發彈匣。
- DSA SA58 Pistol:只有半自動模式的型號，有8.25和11寸槍管版本，因應法規裝有手臂支撐器或是不裝槍托

### Kel-Tec RFB半自動步槍
美國Kel-Tec數控工業公司研製生產的前拋殼型犢牛式步槍，使用了公制式FN FAL改造成犢牛式的半自動步槍。使用7.62×51毫米北約口徑子彈與.308 Winchester口徑子彈。

## 授權生產及使用

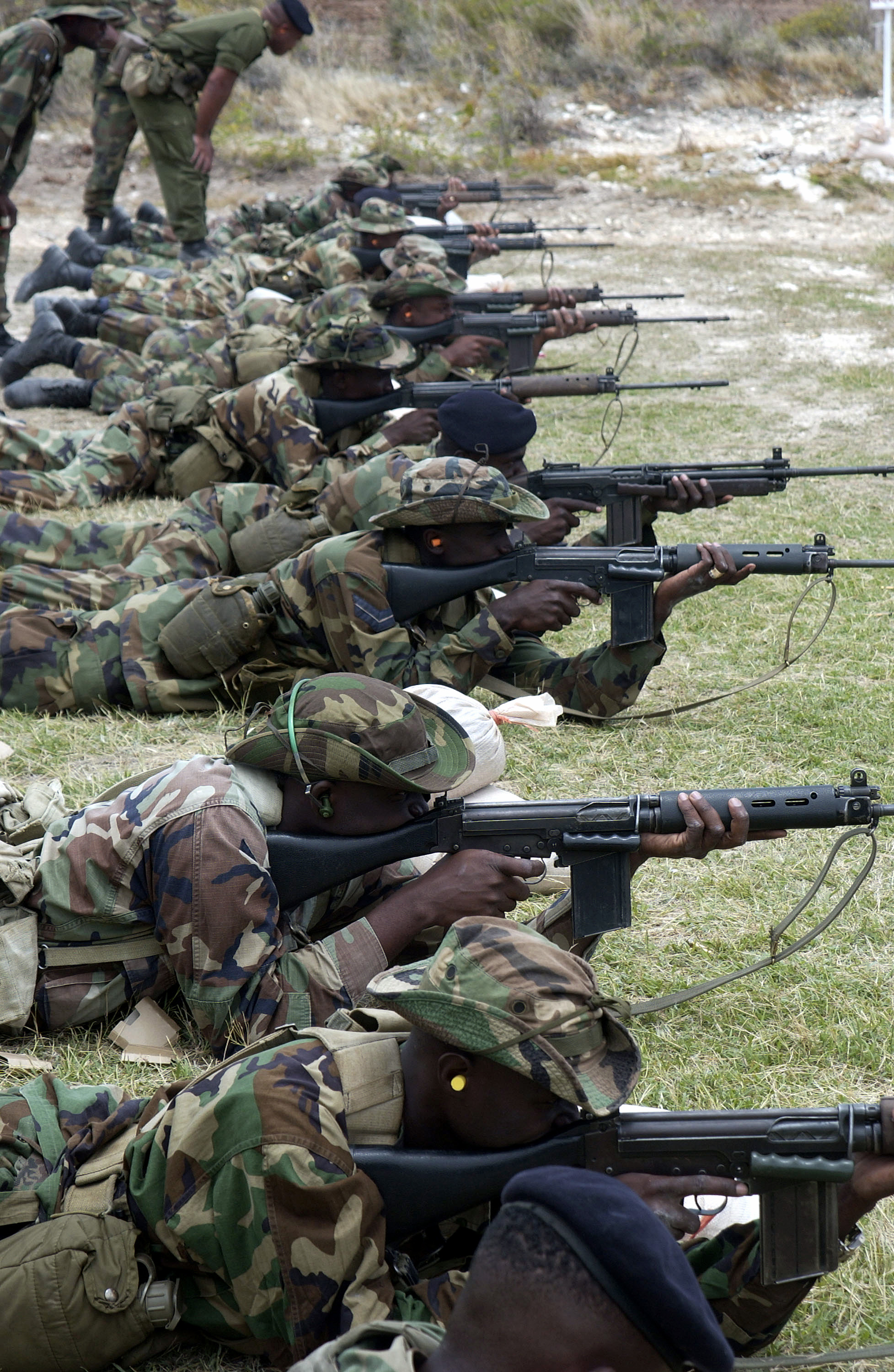
牙買加士兵使用FAL

FAL除了由比利時Fabrique Nationale de Herstal（FN）生產外，亦有合法授權給多個國家生產，包括英國（L1A1 SLR）、南非（R1）、巴西、澳大利亞、加拿大、以色列、奧地利及阿根廷，墨西哥採用FN及自行生產的部件組合而成。FAL亦有出口至多個國家如委內瑞拉等。
各地制造的FAL設計皆有不同，有時又會分為「英制式」及「公制式」。總計世界各地的服役數量（包括所有衍生型），FAL生產數量超過1,000,000把。

### 各國使用情況
- 奧地利

奧地利在對西班牙CETME及美國AR-10進行評估後，奧地利聯邦軍決定以FN FAL作制式步槍，並命名為Sturmgewehr 58（Stg. 58，即“58型突擊步槍”），Stg. 58在外觀上與西德裝備的G1步槍相似，Stg. 58其後由斯太爾AUG（Stgw 77）取代。
- 巴西

巴西在1954年進口了少量FN FAL步槍作評估，軍方在1958—1962年間對這些步槍進行了實戰測試，其後在1964年，巴西正式裝備FN FAL並定名為 M964（指1964年製造）。不久由巴西軍用物資工業公司（Indústria de Material Bélico do Brasil-IMBEL）取得合法許可生產M964，而摺疊槍托版本則名為M969A1。從1980年代後期—1990年代早期，IMBEL已生產了約200,000把M964。
巴西制的FAL設計較簡化，有助降低生產成本。早期巴西的FAL有「Type 1」或「Type 2」兩種機匣，塑料槍托、握把、護木，可發射槍榴彈的22毫米圓筒狀消焰器及D型塑料提把。此外，巴西制的FAL亦有出口至烏拉圭。
除公制式的FAL外，巴西亦有製造FAL的變種，亦即是發射5.56 x 45毫米NATO的MD-1、MD-2及MD-3突擊步槍，由IMBEL制造。第一種是在1982年推出的MD-1，其後在1985年推出MD-2（FAL式固定槍托）和MD-3（摺疊槍托）並裝備巴西陸軍。MD-2／MD-3與FAL非常相似，但改進了閉鎖系統，裝有M16相同的轉拴式槍栓，也對應STANAG彈匣。IMBEL在1980年代中期推出了FAL的半自動民用版本，它們在美國民間市場以“SAR-48”的名義銷售。
- 西德

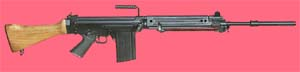
德國的G1

西德在1955至1956年間曾裝備加拿大制式的FN FAL，以替換美國在戰後援助的M1加蘭德步槍和M1/M2卡賓槍，西德的FAL裝有五叉式消焰器及木制槍托，其後改為金屬槍托，最初只有邊防軍裝配，其後德國聯邦國防軍也跟隨邊防軍裝配這種武器。在1956年11月，西德裝備了約100,000把FAL，命名為G1，這些FAL於1957年4月至1958年5月期間由比利時Fabrique Nationale製造，但G1在西德軍隊只服役了很短時間。因為納粹德國戰敗後有部分槍械設計師流落到西班牙，並在當地開發出CETME自動步槍，1950年代中期這些槍械設計師返回德國，並利用CETME自動步槍的設計作為藍本，為西德軍隊開發出HK G3，來自外國的G1很快便被德國自己設計生產的G3汰換，而退役的G1被轉交給土耳其。FN FAL在西德軍服役時間甚短，並非FAL本身的性能或生產質量出了問題，應歸因於比利時在兩次大戰都曾經被德國侵略和佔領，導致比利時當局不信任西德政府，拒絕授權西德在境內生產FAL，但西德不希望繼續從國外輸入槍械等軍備，為此尋求另一種可在本土生產的同類步槍取代FAL。
- 以色列

在1948年第一次中東戰爭後，以色列國防軍（IDF）裝備的槍械大部分是來自不同國家的生產的各式各樣舊式槍械，出現了彈藥種類複雜、零件不能互換、維修保養困難等後勤問題，極需要有一種標準的槍械取代各種舊式槍支。為此，在1955年以色列國防軍採用了由以色列軍事工業（IMI）設計的烏茲衝鋒槍，但由於使用手槍彈藥，有效射程短、精確度不足，只適合短距離交火，無法滿足在廣闊的沙漠地形上應用，以色列在同年也採用FN FAL作制式步槍，並命名為（拉丁化：Romat，即自動裝填步槍的縮寫）。以色列採用的FAL有兩種基本型號，包括只能半自動射擊的標準槍管型及用於全自動射擊的重槍管型。以色列的重槍管型FAL亦曾出口至其他國家。
以色列的Romat在1956年第二次中東戰爭首次少量出現，到1967年7月的六日戰爭FAL已成為了以軍的制式步槍，直至1973年10月的贖罪日戰爭期間仍然是以色列國防軍前線部隊的制式步槍。然而，Romat受到前線士兵的批評，包括步槍的尺寸太長令進出車廂不便、相比其他步槍而言太笨重（指AK）、在沙漠戰場上需要經常清潔而影響作戰等問題，甚至令士兵丟棄手上的FAL而改用AK、M16A1突击步枪和烏茲衝鋒槍等武器作戰，最後以軍以5.56×45毫米口徑的加利爾取代了FAL。
- 荷蘭

荷蘭皇家陸軍在1961年起裝備只能半自動射擊的FN FAL，這些FAL在前準星上裝有護圈，同時裝有西德G1步槍的手槍握把，部份還可對應夜視裝置或瞄準鏡，FAL 50.42版本其後亦被裝備作為班用機槍服役。荷蘭的FAL已於1990年代被迪瑪科C7全面取代。
- 菲律賓

菲律賓軍隊從摩洛國家解放陣線（Moro National Liberation Front－MNLF）手中繳獲了少量FAL，包括西德的G1和澳洲的L1A1。
- 葡萄牙

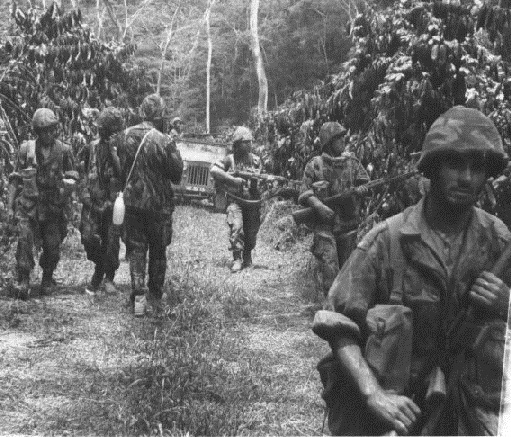
葡萄牙士兵的FN FAL（m/62）

葡萄牙於1950年代以CETME（HK G3原型）作主力制式步槍，但同時亦為其精銳部隊裝備其他步槍，如傘兵的AR-10。在反游擊作戰過後，葡萄牙採用了配備輕型槍管的FN FAL（命名為“Espingarda Automática 7,62mm FN m/62”），並配發給精銳步兵部隊及突擊隊使用。
- 南非

南非國防軍曾對HK G3、AR-10及FN FAL三種步槍進行評估，最終決定採用3種型號的FN FAL，英聯邦版本名為R1，FAL 50.64的輕型版本名為R2，警用半自動版本則為R3。R2由「利特爾頓兵工廠和兵工研製與生產公司」（「LEW，ARMSCOR」Lyttelton Engineering Works，Armaments Development and Production Corporation of South Africa）生產，在種族隔離政策時期因應利特爾頓及其他輕武器公司被私有化而停止生產。在1980年代中期，南非軍的R1已被R4突擊步槍（加利爾的南非版本，並有3種不同長度的型號）所取代。
- 委內瑞拉

委內瑞拉是繼比利時之後第一個裝備FN FAL的國家，直到現在仍然是其制式步槍之一。時任委內瑞拉總統烏戈·查維茲於2006年向俄羅斯訂購了10多萬把AK-103來全面取代FN FAL。這批AK-103已在2006年尾全數運抵，而原本的FN FAL則轉交後備軍及民防團使用。
- 美國

由於美國入口條例使其難以进口完整的FN FAL，大部份都裝有“非軍事化”套件，但通常套件不協調，影響運作。

### 英聯邦版本
- 英國及英聯邦成員

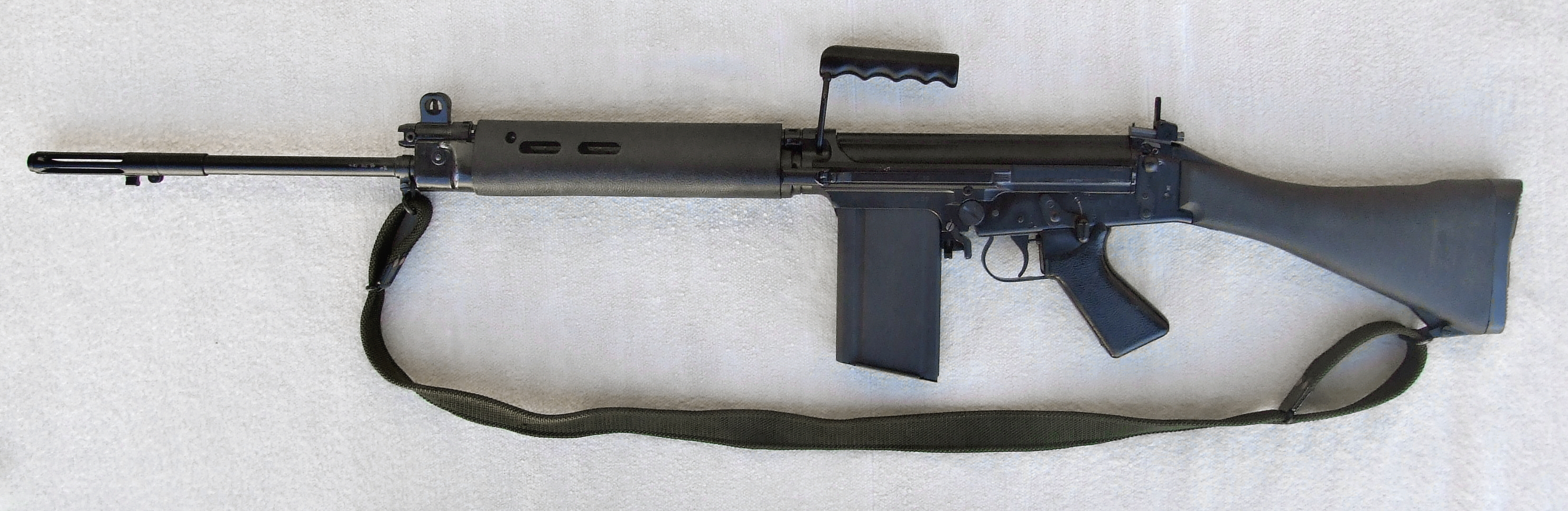
L1A1 SLR為英國版本的FAL

英軍在1954年起正式採用經過修改的FAL，並命名為L1A1 SLR（Self-loading rifle，即“自動裝填步槍”），取代自19世紀末起大量裝備的李-恩菲爾德步槍。L1A1 SLR取消了原版FAL不實用的全自動連射功能，只具備單發射擊模式，用作半自動步槍。除了英國本土，英國屬土及大部份英聯邦國家皆有採用。L1A1 SLR除了在英國本土的皇家輕兵器工廠生產外，也在多個英聯邦國家的輕武器工廠生產。隨著輕武器的小口徑化及5.56毫米彈藥成為北約標準，1985年英國開始使用L85A1逐步取代L1A1 SLR，並在1994年完全取代，不過有部份英聯邦成員至今仍有裝備。
- 加拿大

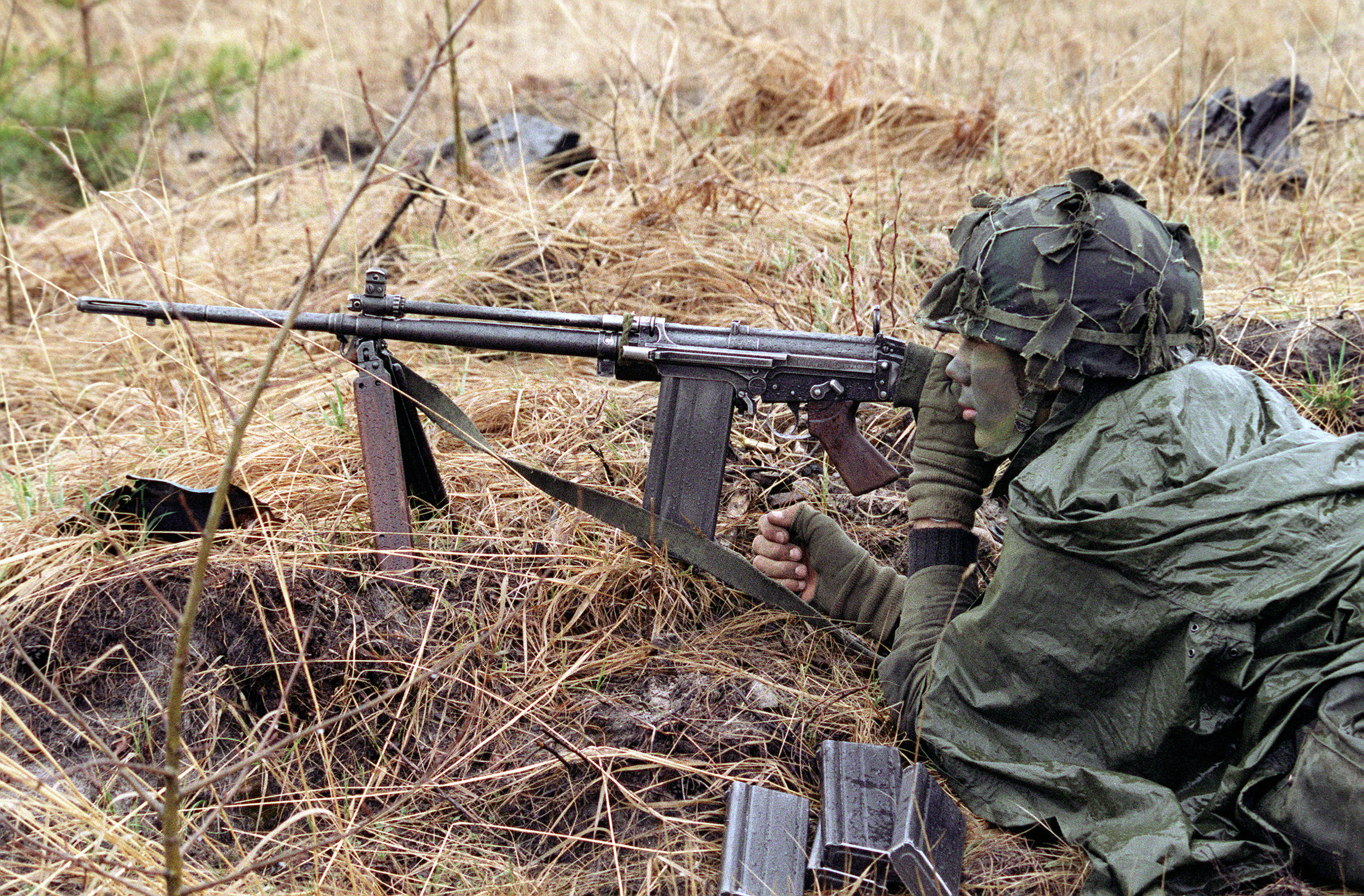
加拿大的C2輕機槍（FN FALO），配有30發彈匣。

加拿大軍隊曾裝備不同版本具空倉掛機的FN FAL，其中最著名是FN C1A1，亦即是英軍的L1A1，加拿大亦有裝備移除了護木及增大腳架的FN FAL 50.41/42作班用機槍用途，名為C2A1。FN C1A1由加拿大兵工廠（Canadian Arsenal Limited）特許生產，C1在1950年代早期開始裝備加拿大軍隊，並在1959年改進成C1A1，加拿大皇家海軍版本則裝備可全自動射擊的C1，它們被命名為C1D及C1A1D。加拿大裝備的C1系列已在1984年由迪瑪科C7及FN Minimi（C9輕機槍）所取代。
- 印度

印度的FN FAL名為1A SLR（自動裝填步槍），該槍本身是英國L1A1的仿製版本，但兩者的瞄準標尺不同。印度在1962年開始裝備半自動的1A SLR，它在1965年印巴戰爭中首次出現。1A SLR在印度軍隊共服役了45年，其後被INSAS槍族所取代，從軍隊退役的1A SLR被轉交警隊及其他執法部門使用，亦有部份提供了給尼泊爾。
- 紐西蘭

紐西蘭皇家空軍沒有跟隨陸軍以斯泰爾AUG突擊步槍（Austeyr）取代FAL，反而繼續裝備半自動的英制式FAL（L1A1），名為7.62毫米 SLR（7.62mm SLR），SLR即是自動裝填步槍（Self Loading Rifle）。7.62毫米SLR裝有輕量化槍管，並只能單發射擊。

## 使用國
- 安哥拉[4]
- 阿根廷－當地生產。[5]
- 巴哈马
- 巴林[4]
- [4]
- [4]
- [4]
- 百慕大
- 不丹
- 玻利维亚[4]
- [4]
- 巴西—當地生產，命名為“IMBEL M964”。
  - 巴西武裝部隊
  - 巴西聯邦警察
- [4]
- 柬埔寨[4]
- 喀麦隆[4]
- 中非
- [4]
- 智利[4]
- 哥伦比亚[4]
- 刚果共和国[4]
- [4]
- 古巴[6]
- 賽普勒斯[4]
- 刚果民主共和国[4]
- [4]
- [4]
- [4]
- 赤道几内亚
- 福克蘭群島：大部份已被斯泰爾AUG所取代。
- 斐济[4]
- 加彭
- [4]
- [4]
- 希腊－已退役。
- [4]
- [4]
- 印度尼西亞－已退役。
- 伊拉克
- 愛爾蘭[4]
  - 愛爾蘭國防軍：目前已普遍被斯泰爾AUG所取代，但部份仍用作狙擊步槍。[7]
- 牙买加[4]
- 约旦
- [4]
- 科威特[4]
- 黎巴嫩[4]
- 利比里亚[4]
- 利比亞[8]
- 马拉维[4]
- 馬爾他[4]
- 模里西斯
- 墨西哥－當地生產。[5]
- 摩洛哥[4]
- 莫桑比克[4]
- 緬甸[4]
- 尼泊尔[4]
- 尼加拉瓜
- 奈及利亞－當地生產。[4]
- 阿曼[4]
- 巴基斯坦[9]
- 巴拿马[4]
- —使用澳洲製造的L1A1。[4]
- 巴拉圭[4]
- 秘魯[4]
- 菲律賓
- 葡萄牙
- [10]
- 卢旺达[4]
- 圣基茨和尼维斯
- [4]
- 萨摩亚
- 沙烏地阿拉伯[9]
- 索馬利蘭
- 南非—當地生產，命名為R1。
  - 南非國防軍：目前於前線部隊已普遍的被R4所取代，但仍有部份被改裝成特等射手步槍繼續服役。
- 南蘇丹
- 苏丹
- 苏里南[4]
- [4]
- 叙利亚[4]
- 坦桑尼亚[4]
- 泰國
- 多哥[4]
- 千里達及托巴哥[4]
- 突尼西亞[4]
- 乌干达[4]
- 乌克兰—俄羅斯入侵烏克蘭期間獲比利時軍援。
  - 烏克蘭武裝部隊
- 阿联酋[4]
- 乌拉圭[4]
- 葉門[4]
- 尚比亞[4]
- 辛巴威[4]

### 前使用國
- —在當地生產L1A1 SLR。
  - 澳洲國防軍：已被F88 Austeyr所取代。
- 奥地利
  - 奥地利聯邦軍：已被斯泰爾AUG所取代。
- 比利时
  - 比利時國防軍：已被FN FNC所取代。
- 加拿大
  - 加拿大軍隊：已被C7／C8所取代。
- 西德
  - 德國聯邦國防軍：在1950年代初期以G1的名義裝備部隊，後來因FN原廠拒絕西德當局在當地授權生產而被HK G3所取代。部份退役的FAL被轉交給土耳其。
- 英屬香港：採用L1A1 SLR。駐港英軍、香港軍事服務團及皇家香港軍團於1980年代後期至1990年代初以SA80取代。
  - 駐港英軍
  - 香港軍事服務團
  - 皇家香港軍團[11]
  - 香港海關（至主權移交後繼續使用）
  - 香港青少年制服團體（儀仗用途）
- 香港特別行政區：僅香港海關及部份香港青少年制服團體採用作儀仗用槍，並沿用以往的L1A1 SLR，直至2021年因改用中式步操而以56式半自动步枪取代[12]。
- 印度—在當地生產L1A1 SLR。
  - 印度武裝部隊：已被INSAS所取代。
- 以色列
  - 以色列國防軍：被IMI加利爾和M16所取代。
- 盧森堡
  - 盧森堡大公國軍：已被斯泰爾AUG所取代。[4]
- 马来西亚：採用L1A1 SLR。
  - 馬來西亞武裝部隊：已被M16及斯泰爾AUG所取代。[4]
- 荷蘭
  - 荷蘭武裝部隊：已被C7所取代。
- 新西兰
  - 紐西蘭國防軍：已被斯泰爾AUG所取代。
- 羅德西亞
  - 羅德西亞武裝部隊（英语：Military of Rhodesia）：於1960年代起採用。[13]
- 新加坡—採用L1A1 SLR。
  - 新加坡武裝部隊：被M16所取代。
- 斯里蘭卡：採用L1A1 SLR。
  - 斯里蘭卡武裝部隊（英语：Military of Sri Lanka）：已被56式自動步槍所取代。
- 土耳其
  - 土耳其武裝部隊：大部份從西德接收，已被HK G3所取代，但現在仍有用於訓練。
- 英国－當地生產，命名為L1A1 SLR。
  - 英國武裝部隊：已被SA80所取代。
- 委內瑞拉
  - 委內瑞拉玻利瓦國民軍：已普遍被AK-103所取代。

### 非國家團體的採用
- 莫洛民族解放陣線－從利比亞獲得1,000多枝FAL。
- 莫洛伊斯蘭解放陣線－同上。
- 哥倫比亞革命武裝力量
- 科索沃解放軍

## 犯罪
2011年12月13日欧洲中部时间12:30（UTC+01:00）左右，凶手诺尔丁·阿姆拉尼（英語：Nordine Amrani） 手持FN FAL自動步槍在比利時列日圣朗贝尔广场附近一个面包屋屋顶向購物人群亂槍掃射，并向广场附近公車站投掷3颗手榴弹，犯人最終在犯罪现场吞槍自盡，另有6人死亡、123人受傷。

## 流行文化

### 電影
- 1995年—：型號為FAL傘兵型，由邁克爾·切里托（湯姆·斯克斯莫爾（英语：Tom Sizemore）飾演）用於打劫現金押運車。
- 2007年—《反恐戰場》：FAL標準型由至少一名沙特阿拉伯警察所持有。
- 2008年—《第一滴血4》：裝有Aimpoint Comp紅點鏡的DSA SA58 OSW由迪亞茲（雷伊·加里戈斯（英语：Rey Gallegos）飾演）所持有，沒有開火場面。
- 2007年—《精銳部隊》：型號為IMBEL M964，由里約熱內盧憲兵特別警察行動營的隊員所使用。
- 2009年—《魔鬼終結者：未來救贖》：DSA SA58 OSW由耶利哥上尉（泰瑞·克魯斯飾演）和人類反抗軍所使用。
- 2010年—《竊盜城》：DSA SA58 OSW由道格·麥克雷（班·艾佛列克飾演）攻擊聯邦調查局和波士頓警察局特警隊時所使用，彈匣並聯。
- 2016年—《13小時：班加西的秘密士兵》：FAL標準型由一名利比亞民兵所使用。
- 2019年—《108悍將》：由數名澳大利亞士兵所使用。

### 電視劇
- 《系列》
- 《系列》

### 電子遊戲
- 2005年—《真實計劃》：型號為FAL，有使用木製或黑色塑料製部件兩種版本。由敘利亞自由軍、伊拉克叛軍、民兵和非洲抵抗軍所使用。
- 2007年—《穿越火线》：型號為FAL，以GP出售的自动步枪之姿出现，全自动射击并使用20发弹匣供弹。无军衔限制，使用18,000GP方可购买并永久使用。拥有救世主专用改型，使用迷彩涂装，加装反射式瞄准镜（不可使用）与M203榴弹发射器（奇怪的1次装填可发射3发榴弹）并将单弹匣载弹量扩容至30发，只在救世主模式中被选定为救世主的玩家方可使用。
- 2008年—：命名為“FN FAL”，使用黑色塑料製護木、手槍握把和槍托。武器模組採用鏡像佈局（拋殼口在左邊但拉機柄卻在右邊）。
- 2008年—《戰地之王》：遊戲中命名為「SA58 para」，使用25發彈匣供彈，可改裝槍管、握把、扳機、槍托，以高後座力及強大的火力著稱。
- 2009年—《2》及重製版：型號為FAL，配備來自StG58的護木和DSA SA58 OSW的拉機柄，命名為「FAL」，使用SA58的30發彈匣供彈但聯機模式中預設載彈量為20發（戰役重製版中也將原本的30發改為20發），只能半自動射擊，奇怪地射擊時拉機柄會隨槍栓一同復進（這個問題於重製版中得到了修正）。戰役模式中由俄羅斯極端民族主義黨武裝力量、阿富汗叛軍和巴西武裝團伙所使用。聯機模式時於等級28解鎖，並可使用榴彈發射器、下掛式霰彈槍、紅點鏡、全息瞄準鏡、消音器、心跳探測儀、ACOG光學瞄準鏡、熱能探測式瞄具、全金屬披甲彈（英语：Full metal jacket bullet）及延長彈匣（增至30發）。
- 2010年—：型號為FAL，命名為「FAL」，使用木製護木、手槍握把和槍托，只能半自動射擊。戰役模式中由古巴軍隊和北越軍隊所使用。在聯機模式時於等級32解鎖，能夠使用榴彈發射器、延長彈匣（增至30發）、雙彈匣、火焰噴射器、紅點鏡、下掛式霰彈槍、ACOG光學瞄準鏡、紅外線探測式瞄具、消音器及反射式瞄準鏡。在殭屍模式中有一款稱為EPC WN的改型。
- 2012年—《II》：型號為FAL和DSA SA58 OSW：
  - FAL命名為「FAL」，使用木製護木、手槍握把和槍托，預設為全自動射擊。只在戰役模式和殭屍模式中登場，戰役模式中由美國中央情報局特別活動部特工亞歷克斯·梅森、傑森·哈迪森、爭取安哥拉徹底獨立全國聯盟、安哥拉人民解放運動、梅嫩德斯販毒集團、巴拿馬國防軍和威嚴大隊（英语：Dignity Battalions）所使用，並是玩家一開始就能夠使用的武器之一。能夠使用：反射式瞄準鏡、ACOG光學瞄準鏡、抑制器、延長彈匣（增至30發）、快速重裝彈匣、榴彈發射器以及擊發調變（轉換到半自動射擊）。
  - DSA SA58 OSW命名為「FAL OSW」，載彈量25發，預設為半自動射擊（戰役模式預設為全自動射擊）。戰役模式之中完成「與我一起受苦」（Suffer With Me）關卡後解鎖，由“核心之日”屬下僱傭兵和三軍情報局所使用；聯機模式時於等級22解鎖，並可以使用反射式瞄準鏡、快速抽出握把、快速重裝彈匣、ACOG光學瞄準鏡、前握把、可調節槍托、目標搜索器、激光瞄準器、擊發調變（戰役模式轉換為半自動；聯機模式則轉換為全自動）、EOTECH全息瞄準鏡、消音器、全金屬披甲彈（英语：Full metal jacket bullet）、混合式光學瞄準鏡、延長彈匣、榴彈發射器、毫米波掃描器。
- 2012年—《战争前线》：型号为DSA SA58 OSW普通型及长枪管型；
  - DSA SA58 OSW普通型命名为“FN FAL DSA-58”，铁灰色枪身，以35发弹匣供彈，为步枪手专用武器。只能通过抽奖获得，可以改装枪口配件（通用消音器、突击消音器、突击制退器、突击刺刀）、战术导轨配件（通用握把、突击握把、突击握把架、枪挂型榴弹发射器、FN FAL DSA-58战术握把）以及瞄准镜（EOTECH 553全息瞄准镜、绿点全息瞄准镜、ELCAN SpecterDS瞄准镜、红点瞄准镜、步枪高级瞄准镜、Trijicon ACOG瞄准镜），默认安装加装了激光瞄准器的SureFire M900战术握把（游戏内被命名为FN FAL DSA-58战术握把）。
  - DSA SA58 OSW长枪管型命名为“DSA SA58 SPR”，黑色枪身，以20发弹匣供彈。为狙击手专用武器，只能通过抽奖获得，可以改装枪口配件（通用消音器、狙击枪消音器、狙击枪制退器）、战术导轨配件（狙击枪双脚架、特殊狙击枪双脚架）以及瞄准镜（狙击枪5.5x瞄准镜、狙击枪4.5x中程瞄准镜、狙击枪4x短程瞄准镜、狙击槍5x快速瞄准镜）。
    - 有趣的是游戏内该枪为半自动狙击步枪，却拥有着手动狙击步枪才拥有的击倒功能，同时该武器的射速是所有半自动狙击枪中最慢的射速。
- 2014年—《叛亂（英语：Insurgency (video game)）》：型號為FAL及L1A1 SLR，前者為叛軍專用武器，後者為安全部隊專用。
- 2015年—：型號為FAL及DSA SA58 OSW：
  - FAL命名為「FAL」，為資料片「犯罪活動」新增的資料片獨有武器，歸類為戰鬥步槍，載彈量20+1發，能夠由罪犯執行者（Enforcer）所使用（執法機關解鎖條件為：以任何陣營進行遊戲使用該槍擊殺1250名敵人後購買武器執照），價格為$75,000，預設配備補償器。原裝使用木製護木、手槍握把和槍托，使用“槍托”改裝後會換成黑色塑料部件。可加裝各種瞄準鏡（反射、眼鏡蛇、全息瞄準鏡（放大1倍）、PKA-S（放大1倍）、Micro T1、SRS 02、Comp M4S、M145（放大3.4倍）、PO（放大3.5倍） 、ACOG（放大4倍）、PSO-1（放大4倍）、IRNV（放大1倍）、FLIR（放大2倍））、附加配件（傾斜式機械瞄具、電筒、戰術燈、激光瞄準器、延長彈匣、穿甲曳光彈、槍托）、槍口零件（制退器、補償器、重槍管、抑制器、消焰器）及握把（垂直握把、粗短握把、直角握把）。
  - DSA SA58 OSW命名為「SA-58 OSW」，歸類為戰鬥步槍，載彈量20+1發，能夠由罪犯執行者（Enforcer）所使用（執法機關解鎖條件為：以任何陣營進行遊戲使用該槍擊殺1250名敵人後購買武器執照），價格為$50,000。可加裝各種瞄準鏡（反射、眼鏡蛇、全息瞄準鏡（放大1倍）、PKA-S（放大1倍）、Micro T1、SRS 02、Comp M4S、M145（放大3.4倍）、PO（放大3.5倍） 、ACOG（放大4倍）、PSO-1（放大4倍）、IRNV（放大1倍）、FLIR（放大2倍））、附加配件（傾斜式機械瞄具、電筒、戰術燈、激光瞄準器、穿甲曳光彈）、槍口零件（制退器、補償器、重槍管、抑制器、消焰器）及握把（垂直握把、粗短握把、直角握把）。單人模式當中則能夠由主角尼古拉斯·門多薩所使用。
- 2015年—《戰術小隊》：型號為StG 58，命名為“FN FAL”，由民兵和叛軍所使用。
- 2015年—：型號為C1A1和DSA SA58 OSW，前者命名為「CAMRS」，在Y1S1墨冰行动加入，裝上“萬能鑰匙”霰彈槍，由第二联合特遣部队（JTF2）幹員所使用；後者命名為「PARA-308」，在Y1S3骷髅雨行动加入，由特別警察行動營（BOPE）幹員所使用。
- 2016年—《重製版》：於2017年2月7日添加到遊戲內，型號為LAR，命名為「XM-LAR」，使用DSA SA58 OSW的護木和拉機柄，只於聯機模式登場，可全自動射擊，以30發彈匣供彈，初始攜彈量為60發，最高攜彈量為180發。可以使用榴彈發射器、紅點鏡、消音器及ACOG光學瞄準鏡。
- 2016年（臺版2017年）— 《少女前線》：命名為FAL，為五星戰術人形，可透過工廠製造。
- 2016年—《逃離塔科夫》：型號為SA-58 OSW，可進行改裝。
- 2017年—《绝地求生》：命名为“自动装填步枪”（英文："SLR"），为半自动版本。雖然名為自動裝填步槍，實則是被定位成一把精確射手步槍（Designated Marksman Rifle，簡稱：DMR），使用7.62mm口徑子彈，可配備：所有步槍槍口及彈匣、所有瞄具、托腮板。可以10發或20發彈匣（後者為使用擴容彈匣）供彈，並且可以裝備所有瞄準鏡。
- 2017年—《風起雲湧2：越南（英语：Rising Storm 2: Vietnam）》：型號為L1A1 SLR，由澳洲軍陣營所使用。
- 2018年—《叛亂：沙漠風暴》：FAL為叛軍專屬武器。
- 2018年—《地面部隊》（Ground Branch）：型號為FAL，預設配備木製槍托及護木。
- 2019年—：命名為“FAL”，歸類為突擊步槍，使用黑色塑料製護木、手槍握把和槍托，預設為半自動射擊，可改裝成三發點放。戰役模式中由英國陸軍特種空勤團上尉約翰·普萊斯和阿蓋塔拉恐怖組織所使用。聯機模式中為解鎖武器，並可進行定制改裝。
- 2021年—《嚴陣以待》：型號為SA58 OSW，命名為“SA-58”。
- 2021年—《極地戰嚎6》：型號為FAL與DSA SA58 OSW，兩者預設彈容分別為20與奇怪的40發，奇怪的有三發點放模式，可加裝槍口抑制器、瞄具、外紅點與側面瞄具。
- 2023年—《俠盜獵車手Online》：於DLC「贓車拆解」新增，命名為「戰鬥步槍」，預設彈容為20發。[14]

### 輕小說
- 2014年—《刀劍神域外傳Gun Gale Online》：FAL傘兵型由“Narrow”小隊所使用；FAL標準型由“NSS”小隊的羅德西亞傭兵造型玩家所使用。

### 動畫
- 2024年—《刀劍神域外傳Gun Gale Online》第2季：FAL傘兵型由部份SJ3參賽者所使用。

## 外部連結
- （中文）—D Boy's GunWorld（FN FAL系列）（页面存档备份，存于）